# نشاط مكافحة التعليم المدرسي
يسعى نشاط مكافحة التعليم المدرسي أو إصلاح التعليم الرديكالي لإلغاء قوانين التعليم الإلزامي.

## الحُجج

### التعليم كوسيلة للرقابة السياسية
نادى نيل بوستمان (Neil Postman) وتشارلز وينجراتنر (Charles Weingartner) في كتابهما التدريس كنشاط هدّام (Teaching as a Subversive Activity) بالتعليم غير المنهجي وغير القائم على تعليمات محددة. يتم تشجيع الطلاب في طريقة التعليم بالأسئلة على طرح الأسئلة المهمة بالنسبة إليهم، والتي لا تكون إجاباتها بالضرورة سهلة؛ حيث يتم تشجيع المدرسين على تجنب تقديم إجابات.
يرى الفيلسوف هربرت سبنسر (Herbert Spencer) أن الاستبداد متأصل في التعليم كالتالي:

إذ ما هو المقصود بالمقولة التي تقول إن الحكومة ملزمة بتعليم الشعب؟ لماذا يجب أن يكون الشعب متعلمًا؟ ما الغرض من التعليم؟ والإجابة بوضوح، لتأهيل الناس للحياة الاجتماعية - وليصبحوا مواطنين صالحين. ومن يملك حق تحديد مواصفات المواطن الصالح؟ الحكومة: ولا يوجد حكم آخر. ومن له حق تحديد كيفية إنشاء هؤلاء المواطنين الصالحين؟ الحكومة: ولا يوجد حكم آخر. ومن ثم فإنه يمكن تحويل المقترح إلى الصيغة التالية: على الحكومة أن تؤهل الأطفال ليكونوا مواطنين صالحين... . أولاً على الحكومة ذاتها رسم تصور محدد للمواطن المثالي؛ وبعد ذلك، تجب تهيئة مثل هذا النظام من الانضباط بالصورة النموذجية لإفراز مواطنين وفقَا لهذا النموذج. ومن الضروري أن يُهيأ هذا النظام الانضباطي لتحقيق أفضل نتيجة ممكنة. وإذا لم يتم الأمر على النحو المطلوب، سيسمح هذا النظام للرجال بأن يصبحوا مختلفين عما ينبغي أن يكونوا عليه وفقًا للنظام، ومن ثم سيفشلون في أداء الواجب المنوط بهم.

يذكر مري روثبورد (Murray N. Rothbard) أن تاريخ عملية التعليم الإلزامي لا يتم توجيهه عن طريق الإيثار، ولكن من خلال الرغبة في إجبار الشعب على التقولب في النموذج الذي تريده المؤسسة الحاكمة.
يؤكد جون كالدويل هولت (John Caldwell Holt) على أن للشباب حق التحكم في تعليمهم وتوجيهه وفق إرادتهم، وأن نظام التعليم الإلزامي الحالي ينتهك أحد الحقوق البشرية الأساسية: حق تقرير ما الذي يجب أن يدخل في عقولنا. وهو يعتقد أن حرية التعليم جزء لا يتجزأ من حرية الفكر، ويعد أكثر أهمية من حق الإنسان في حرية التعبير. ويذكر تحديدًا أن التعليم الإجباري يُعد انتهاكًا صارخًا للحريات المدنية (هولت 1974)، بغض النظر عما إذا كان الطالب تعلم أي شيء على الإطلاق أم لا، أو أن الطالب كان يمكن أن يتعلم بصورة أكثر فاعلية في مكان آخر بطرق مختلفة.
يقدم ناثانيال براندن (Nathaniel Branden) الدليل على أنه لا ينبغي على الحكومة إجبار الأطفال على ترك منازلهم، سواءً بموافقة الوالدين أو دونها، وإخضاع الطفل للتدريب والإجراءات التعليمية التي قد يوافق الوالدان عليها أو يرفضانها. ويزعم أيضًا أنه لا يجب مصادرة ممتلكات المواطنين لدعم نظام تعليمي قد يقبلونه أو لا، أو لسداد مصاريف أطفال غير منتمين إليهم. ويقول إن ذلك ينطبق على من يدرك مبدأ الحقوق الفردية ويلتزم به دائمًا. ويؤكد على أن انخفاض مستوى التعليم في أمريكا بصورة مخزية اليوم هو النتيجة المتوقعة
لنظام التعليم الذي تتحكم فيه الحكومة، والحل هو إدخال التعليم في مجال المنافسة السوقية.

### الإفراط في التعليم
الإفراط في التعليم هي الظاهرة التي يشعر فيها الأفراد أنهم محملون بأعباء كثيرة أو واقعون تحت ضغط بسبب المهام التعليمية الخاصة بهم. ويحظى التعليم الجيد بالتقدير في جميع الثقافات، ولكن قد يشعر الفرد بأن التعليم عقبة أمام سعادته، وقد يتسبب في بعض مشاكل الصحة النفسية.
ويقترن هذا المصطلح أحيانًا بمشكلة توظيف الأشخاص الحاصلين على درجات تعليمية عالية. على سبيل المثال، يتجنب بعض أصحاب الأعمال توظيف حاملي درجات الدكتوراه، لأنهم يعتبرون أن وجود شخص يفوقهم تعليمًا قد يهدد وضعهم الشخصي. وأيضًا بسبب عدم رغبتهم في دفع أموال أكثر مما قد يطلبه غيرهم من الأقل تعليمًا.
الإفراط في التعليم هو أحد موضوعات بيان أنابومبر (Unabomber Manifesto).

### فساد الأطفال - روسو (Rousseau)
كتب روسو في كتابه إيميلي: (Emile)، عن موضوع التعليم أن جميع الأطفال كائنات خُلقت بصورة إبداعية، وهم على استعداد للتعلم من البيئة المحيطة بهم وذلك ليصبحوا مواطنين صالحين، ولكن نتيجة التأثير الضار من المجتمع الفاسد، غالبًا ما يفشل الأطفال في القيام بذلك. وأيد روسو إنشاء منهج تعليمي يتمحور حول انتشال الطفل من المجتمع - على سبيل المثال، إلى منزل ريفي - وتهيئته بدلاً من ذلك عن طريق التغييرات البيئية وإعداد الفخاخ والألغاز له ليحلها أو يتغلب عليها.
وكان روسو غير تقليدي في إدراكه لاحتمالية مشكلة شرعية التدريس ومعالجته لها. ونادى بأن يكون الكبار دائمًا صادقين مع الأطفال، وعلى وجه الخصوص من ناحية عدم إخفاء حقيقة أن أساس سلطتهم في تعليم أبنائهم يعد أحد أشكال الإكراه البدني البحت: «أنا أكبر منك» وبمجرد بلوغ الطفل سن الرشد، في الثانية عشرة من عمره تقريبًا، سيشارك الأطفال كمواطنين أحرار في حياتهم الخاصة.